# 常態分班
常態分班是一學校在新生剛入學時，以隨機之方式將學生分配到各班級中。不以其成績、智力測驗的差異分班。在其他年級也不會因為類似的差異而重新分班。另一種編班方式為能力分班，也就是依成績、智力測驗等差異進行分班。
以台灣為例，自1968年推行九年國民義務教育起，國民小學多半採取常態分班，而國民中學因有升學考試的壓力，雖法令規定需採行常態分班，但實務上有些學校可能採行能力分班，老師、教育學者及家長在此也有許多的意見。推動常態分班也成為1990年代起，臺灣教育改革的議題之一。